# 涿州影视城
涿州影视城即中央电视台涿州拍摄基地，于1990年12月興建，於1992年9月正式对外开放，位于中华人民共和国河北省涿州市码头镇，占地2197.3亩的影视拍摄外景场所和人文旅游景地。影视城共分為外景区、内景区、传统民居景区以及工作生活区四大区域。

## 外景区
唐代景区：因為拍摄《唐明皇》而興建，占地150亩，景点有：长安城楼、洛阳城楼、汴梁城楼、御花园、王府院、唐代城池、驿站、客店、铺面、集贸市场、民间住宅、军营军寨等。
汉代景区：因為拍摄《三国演义》而興建，占地500亩，景点有：汉代城池（2.1公里）、魏国街景、吴国街景、蜀国街景、许昌城楼、建邺城楼、徐州城楼、荆州城楼、成都城楼、汉王宫、宰相府、太子宫、知府院等。
铜雀台景区：高26米，占地13248平方米，中间为铜雀台，右侧为金龙台，左侧为玉凤台。

## 内景区
拥有2座面積達1,200平方米的摄影棚，配备了一系列的影视制作用具。於1997年興建了一批明、清兩代建筑，如乾清宫、养心殿、军机处、西暖阁及东暖阁等。

## 传统民居区
为剧组演职人员解决食宿问题。仿唐楼式风格的梨园多功能厅可同时容纳600人就餐。仿明四合院建筑竹园招待所有100个床位。仿清四合院建筑桃园招待所有80个床位。现代风格的梅园备有中央空调，有120个床位。 
此外，还建起了北京民俗景点四合院，加上不断扩大的绿化面积，很具园林特色。

## 拍摄的影视作品

### 电影
- 《老鼠爱上猫》
- 《超时空救兵》
- 《铜雀台》

### 电视剧
- 《唐明皇》
- 《三国演义》
- 《东周列国》
- 《水浒传》
- 《武则天》
- 《西楚霸王》
- 《梅花烙》
- 《苏武牧羊》
- 《魔界之龙珠》
- 《碧血青天楊家將》
- 《神奇山谷》
- 《汉刘邦》
- 《乱世英雄吕不韦》
- 《秦始皇》[1]